# Comté de Vermilion (Illinois)
Pour les articles homonymes, voir Comté de Vermilion.
Le comté de Vermilion est un comté situé dans l'État de l'Illinois, aux États-Unis. En 2000, sa population est de 83 919 habitants. Son siège est Danville.